# Ryan Buell
Ryan Buell, född 8 juli 1982 i Corry i Pennsylvania, USA, och uppväxt i Sumter i South Carolina. Buell är en amerikansk utredare inom paranormala fenomen, författare och producent. Som 19-åring grundade han Paranormal Research Society vid Pennsylvania State University, där han även har en kandidatexamen i journalistik och antropologi.
Buells undersökningar ligger till grund för TV-stationen A&E:s dramadokumentär Paranormal State, för vilken Buell är regissör och co-exekutiv producent. Buell är också exekutiv producent för långfilmen American Ghost Hunter (2009). 
Buells självbiografi Paranormal State: My Journey into the Unknown släpptes i september 2010. I den diskuterar Buell bland annat sin bisexualitet och kampen att förena sin sexuella läggning med sin katolska tro.